# Falacia de las muchas preguntas
En lógica, la falacia de las muchas preguntas, también llamada pregunta compleja, pregunta compuesta o plurium interrogationum, es una falacia que se produce cuando alguien hace una pregunta que presupone algo que no ha sido probado, o que no ha sido aceptado por todas las personas implicadas en la conversación. Esta falacia es con frecuencia usada retóricamente para dar a entender la presunción o conocimiento de la respuesta a la pregunta por parte de quien la realiza.
También se produce esta falacia cuando la persona hace muchas preguntas complejas, buscando aquella que no tenga respuesta para aferrarse a ella como prueba o deducción de que un argumento no es válido.
Los argumentos que incurren en esta falacia no son válidos porque las presuposiciones ligadas a la pregunta carecen de base argumental, o simplemente se trata de coaccionar al interlocutor para que admita algo haciendo caer todo el peso de la pregunta en los detalles posteriores, que el interlocutor poco atento negará o afirmará. Por ejemplo, en la pregunta «¿sigues saliendo a comer con tu esposa?», una respuesta tanto afirmativa como negativa admitiría que la persona tiene esposa y que al menos antes salía a comer con ella. Estos hechos son presupuestos por la pregunta. Se trata de una falacia porque se asume la verdad o se presuponen algunos hechos a la hora de hacer la pregunta compleja. Esto no quiere decir que no sean ciertos, pero sí que los demás oyentes no deben creerlos como ciertos hasta recibir la respuesta. Para evitar estas asunciones lo mejor es no responder la pregunta ya que no se dará ninguna información extra. Para ello se puede responder con otra pregunta que apunte al porqué de las asunciones o denotar o mostrar que la pregunta está envenenada y ha presupuesto algunos hechos. Si no es posible evitar responder entonces la respuesta debe ser completa y negar las presunciones.

## Ejemplos
La afirmación de que «andar solo en el bosque por la noche puede ser peligroso porque las hadas pueden embrujar a los caminantes despistados», presupone que las hadas existen y que son capaces de embrujar a las personas.
También se usa con la finalidad de que el interlocutor, si contesta, se vea obligado con ello a admitir dichas presuposiciones aun cuando le puedan perjudicar. Es relativamente frecuente emplearla cuando se trata de averiguar algo acerca de un hecho o, simplemente, a fin de embaucar. Si alguien pregunta: «Cuando chocó con su coche, ¿salió gritando al otro conductor y amenazándole?» Respondiendo sí o no, el interlocutor está admitiendo que chocó con su coche, aun cuando puede que no sea cierto.
Otro ejemplo de esto es la pregunta: «¿Todavía golpeas a tu esposa?» Responder sí o no significará que la persona ha pegado a su esposa en algún momento anterior. Este hecho ya está supuesto en la pregunta. Si no se ha contado antes entre los interlocutores, la pregunta es impropia y se ha incurrido en la falacia de las muchas preguntas.

## Formas de resolver esta falacia
Si el que realiza la pregunta considera que no está incurriendo en dicha falacia, debe replantear la pregunta de manera que especifique sin presuponer las asunciones que está realizando de base.
Se debe comenzar haciendo una pregunta previa que aclare si ambos interlocutores están de acuerdo con las premisas de base.
«¿Todavía golpeas a tu esposa?» debería reformularse haciendo, por ejemplo, la pregunta: «¿Alguna vez has golpeado a tu esposa?». En caso de que la respuesta sea negativa, la siguiente pregunta no tiene sentido. En caso afirmativo, entonces es posible formular la pregunta anterior sin que ello incurra en una falacia.